# Skupina D
Skupina D je název zapsaného spolku, založeného v Česku v roce 2023. Účelem tohoto neziskového subjektu je podpora výzkumu, vývoje, inovací a vzdělávání ve vojenství, a také materiální, vzdělávací, výcviková a informační podpora Ukrajiny i dalších států či jiných zahraničních subjektů, které čelí otevřeným vojenským nebo jiným hybridním hrozbám – to vše v souladu s cíli zahraniční, bezpečnostní a obranné politiky České republiky a v souladu s jejími zájmy.
Název spolku připomíná Zvláštní skupinu D, která byla založena v roce 1941 ministerstvem národní obrany československé exilové vlády v Londýně; jejím úkolem bylo vybírat a připravit k akci československé parašutisty pro výsadky do zemí střední Evropy okupovaných nacistickým Německem, především do Protektorátu Čechy a Morava.
Zakladateli Skupiny D jsou Milan Mikulecký (v letech 2013 až 2018 poradce na Ministerstvu obrany ČR, působí také jako pilot v Historické letce republiky Československé), herec Ondřej Vetchý, nadpraporčík Armády ČR Vladislav Baťka, Mikuláš Kroupa (ředitel o. p. s. Post Bellum a vedoucí projektu Paměť národa), Martin Kroupa (předseda správní rady Post Bellum). Tajemníkem spolku je podnikatel Jan Veverka, čestným předsedou je náčelník Generálního štábu Armády ČR generál Karel Řehka.
Předmětem činnosti Spolku je mj. organizace sbírek pro financování podpory Ukrajiny. Za tím účelem vznikly dva projekty:
- Nemesis – sbírka na drony a vývoz dronů na Ukrajinu,
- Spravedlivá odplata – sbírka na pořízení 100 tun plastické trhaviny a dalšího ženijního a pyrotechnického materiálu.[4][5]

Kolem projektu Nemesis se v únoru 2025 objevily nejasnosti týkající se vývozu dronů a možného zneužívání diplomatických pasů ze strany armády.